# Nova Sintra do Monte
Nova Sintra do Monte est un village du Cap-Vert sur l'île de Brava, dans la freguesia du même nom.
Le village a été fondé en 1826, et quelques années plus tard, il est devenu un siège épiscopal. En 1862, Notre-Dame du Mont était un lieu de pèlerinage.
Le village possède une église de pèlerinage remarquable, une petite église adventiste et quelques magasins dans le centre. Une école se trouve dans la ferme coloniale, en face de l'église.
Nossa Senhora do Monte peut être atteint par l'« Aluguer » depuis Vila Nova de Sintra. 

## Villages proches ou limitrophes
- Cova Joana, au nord
- Lime Doce
- Campo Baixo, au sud-ouest

## Photos

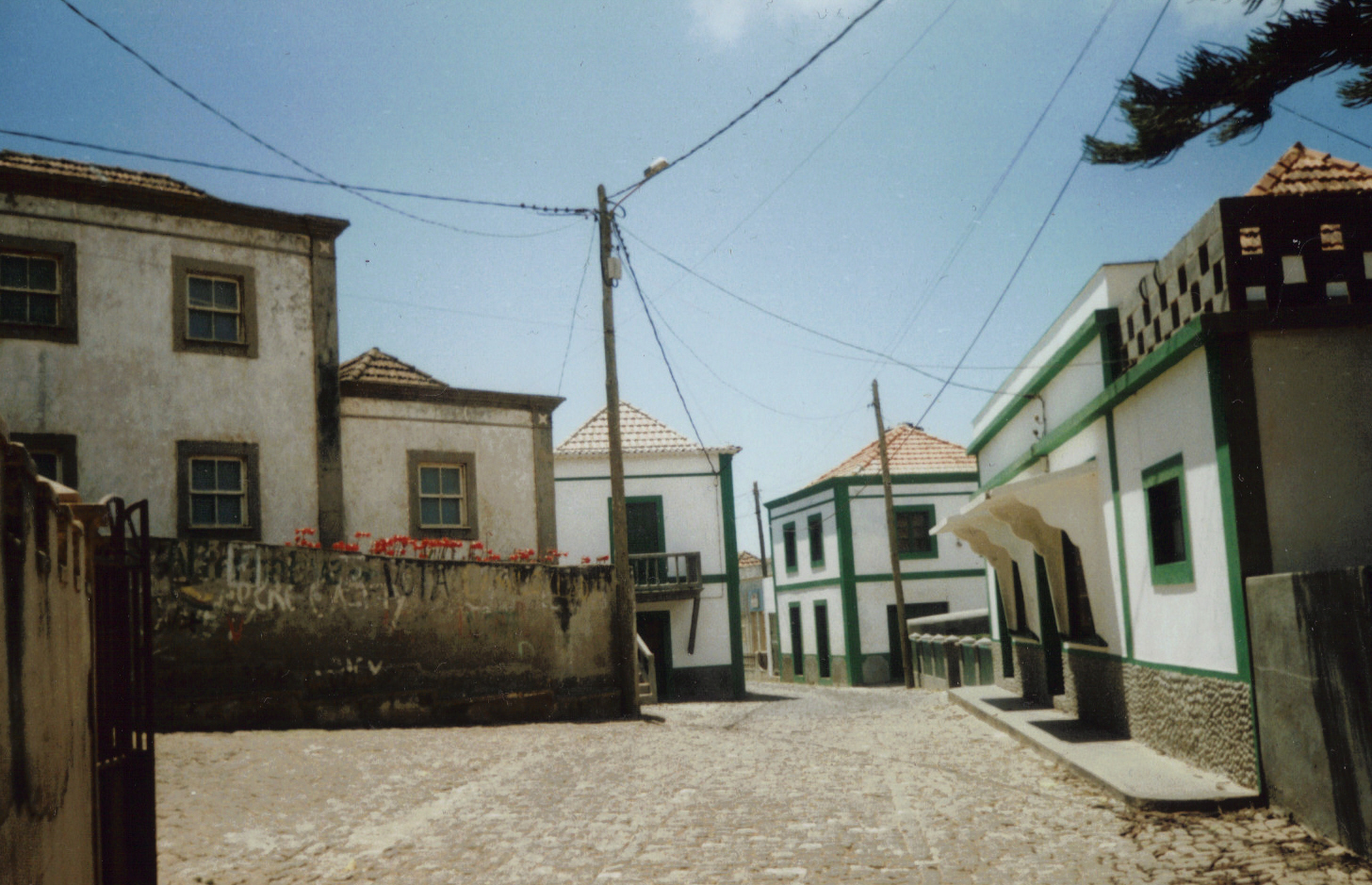
Grande rue.
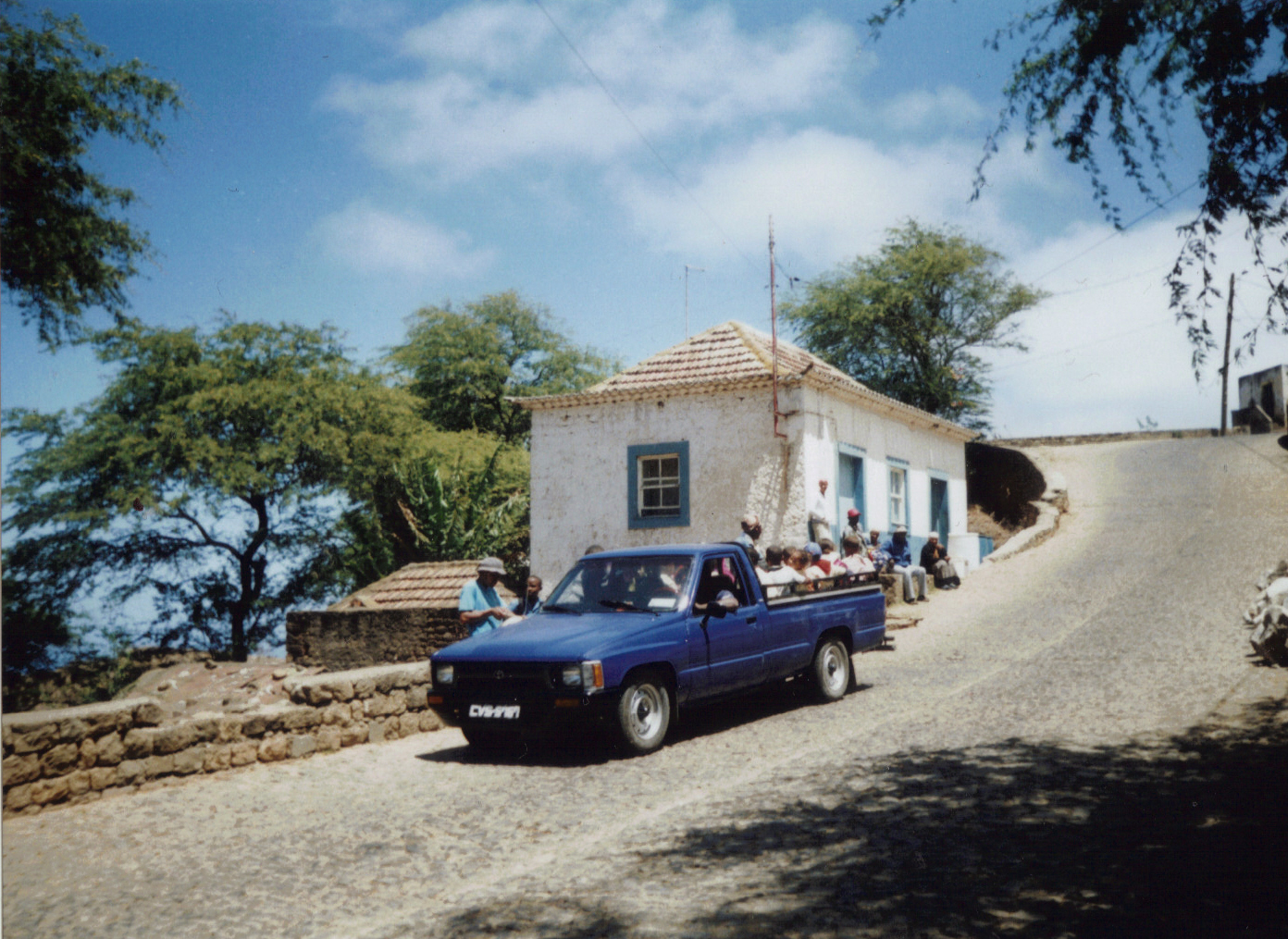
Taxi partagé, dans la grande rue.
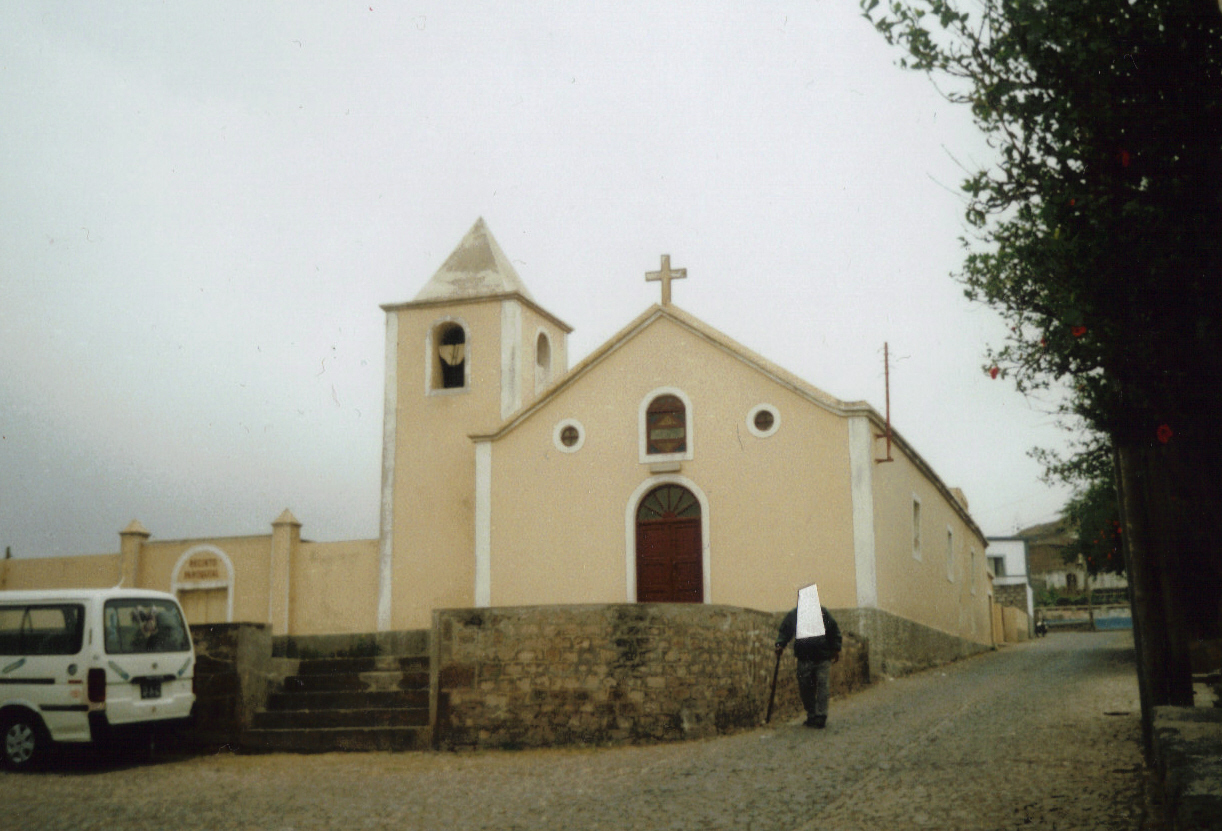
Église de pèlerinage.
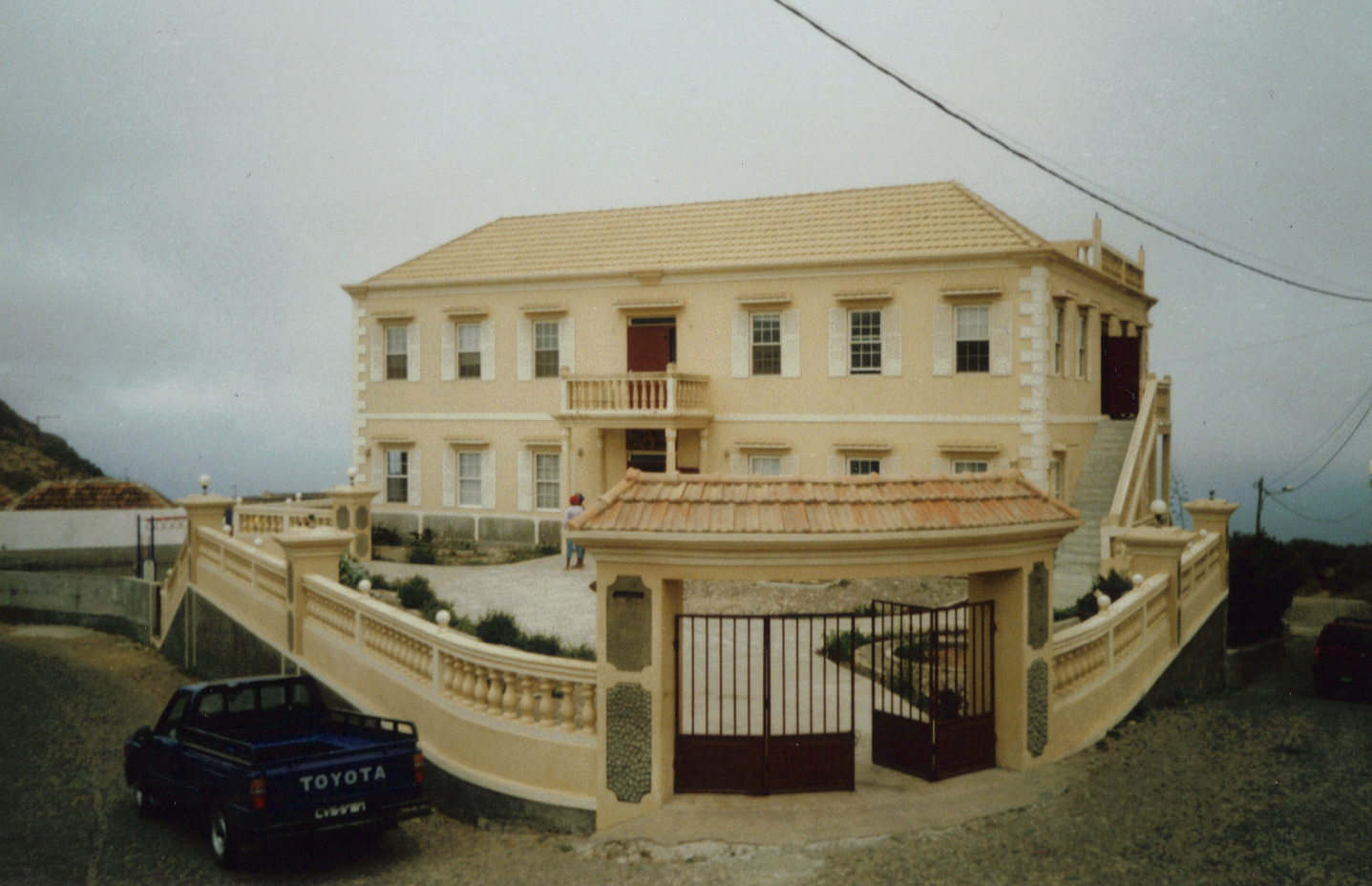
École.
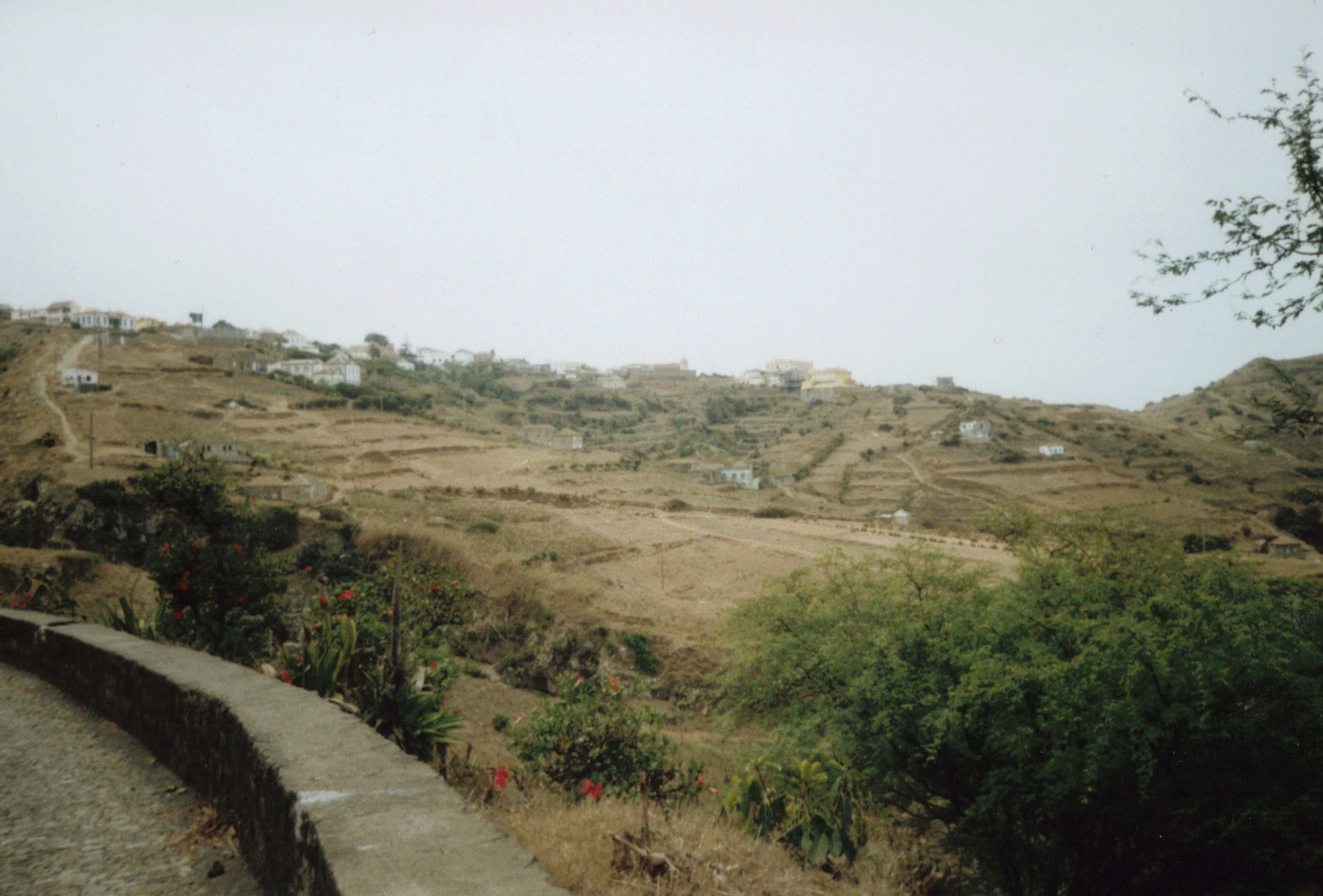
Vue générale depuis le nord.